# 송현초등학교
송현초등학교는 대한민국 경기도 평택시에 있는 공립 초등학교이다.

## 학교 연혁
- 2008. 02. 05 송북, 지산, 지장, 이충초등학교에서 학생분리
- 2008. 02. 20 학교 공개 및 시설 설명회 개최
- 2008. 03. 01 송현초등학교 개교(9학급), 병설유치원 개원(1학급)
- 2008. 03. 01 초대 송옥순 교장 취임
- 2009. 02. 13 제1회 졸업식(20명)
- 2009. 03. 01 경기도교육청 과학선도학교 지정(3년간)
- 2009. 03. 01 12학급 편성(병설유치원 1학급)
- 2010. 02. 10 제2회 졸업식(43명, 총 63명 졸업)
- 2010. 03. 01 16학급 편성(병설유치원 1학급)
- 2011. 02. 17 제3회 졸업식(59명, 총 122명 졸업)
- 2011. 03. 01 17학급 편성(병설유치원 1학급)
- 2012. 02. 15 제4회 졸업식(66명, 총 188명 졸업)
- 2012. 03. 01 18학급 편성(병설유치원 1학급)
- 2012. 09. 01 제2대 이은규 교장 부임
- 2013. 02. 15 제5회 졸업식(74명, 총 262명 졸업)
- 2013. 03. 01 18학급 편성(병설유치원 1학급)
- 2013. 09. 01 제3대 조홍규 교장 취임
- 2014. 02. 14 제6회 졸업식(73명, 총 335명 졸업)
- 2014. 03. 01 20학급 편성(병설유치원 1학급)
- 2014. 03. 01 경기도교육청 혁신학교 지정 (4년간)
- 2015. 02. 13 제7회 졸업식(67명, 총 402명 졸업)
- 2015. 03. 01 20학급 편성(특수학급-1학급 신설포함, 병설유치원 1학급 별도)
- 2015. 09. 01 제4대 김기철 교장 부임

## 참고 자료
- 송현초등학교 - 한국교육학술정보원 학교알리미